# Özkan Yorgancıoğlu
Özkan Yorgancıoğlu (sinh năm 1954) là chính trị gia Síp thuộc Thổ Nhĩ Kỳ, giữ chức Thủ tướng Bắc Síp (TRNC) từ ngày 2 tháng 9 năm 2013 đến ngoài 16 tháng 7 năm 2015. Ông cũng là người lãnh đạo của Đảng Cộng hòa Thổ Nhĩ Kỳ.
Yorgancıoğlu sinh năm 1954 tại Lempa, một ngôi làng ở Paphos. Ông từng học ở Đại học Istanbul.